# Пречистану
Пречистану (рум. Precistanu) — село у повіті Вранча в Румунії. Входить до складу комуни Гароафа.
Село розташоване на відстані 172 км на північний схід від Бухареста, 8 км на північ від Фокшан, 74 км на північний захід від Галаца, 124 км на схід від Брашова.

## Населення
За даними перепису населення 2002 року у селі проживали 182 особи, усі — румуни. Усі жителі села рідною мовою назвали румунську.